# Pamela Blake
Pamela Blake (6 de agosto de 1915 - 6 de octubre de 2009) fue una actriz estadounidense. Actuó en más de 50 películas y fue conocida principalmente por sus papeles en películas del oeste y serie B.

## Biografía
Blake nació en Oakland (California) como Adele Pearce, y trabajó con ese nombre hasta 1942. Tras la muerte de su madre, Blake, con solo 3 años, se fue a vivir con sus tíos, William Bojorques y Gertrude Biddle-Bojorques en Petaluma (California). Asistió a los colegios e institutos de Petaluma y San Francisco. Con solo 17 años llegó a Hollywood, tras ganar un concurso de belleza.
En 1935, Blake tuvo un grave accidente de coche, del que tuvo serias heridas. En 1936, se casó con el actor Malcolm "Bud" Taggert. Se divorciaron en 1940. Su segundo matrimonio, en 1943, fue con el actor, productor y escritor Mike Stokey. El divorcio llegó en 1948, sin embargo, tuvieron dos hijos. En 1953, Blake se mudó a Las Vegas, Nevada, para jubilarse y criar a sus dos hijos. Ella se casó con Juan Canavan, un sargento mayor de la Fuerza Aérea, en 1983. Blake murió de causas naturales en Las Vegas en 2009, a los 94 años.

## Películas
Blake inició su carrera muy joven, actuando sobre todo en películas de serie B. Su primer papel de importancia fue en la película de 1934 Ocho niñas en un barco. Sin embargo, en 1938 participó en la película del oeste  The Utah Trail, junto con Tex Ritter. Junto a John Wayne protagonizó la película de 1939 Wyoming Outlaw. 
En 1939 hizo la friolera de cinco películas, y en tan solo 15 años trabajó en un total de 54 películas, además de papales secundarios en series de televisión. En 1946 actuó en Chick Carter, Detective y hacia el final de su carrera, destaca su trabajo en el filme The Range Rider. Su último largometraje fue Waco (1952), y su último papel para series de televisión fue en 1954.

## Filmografía
| Año  | Título                                     | Personaje                  | Notas       |
| ---- | ------------------------------------------ | -------------------------- | ----------- |
| 1934 | Eight Girls in a Boat                      | Alumna                     |             |
| 1934 | Autumn Crocus                              | Muchacha                   |             |
| 1936 | One in a Million                           | Bailarina                  |             |
| 1937 | Damas del teatro                           | Actriz                     |             |
| 1938 | Island in the Sky                          | Muchacha                   |             |
| 1938 | The Utah Trail                             | Sally Jeffers              |             |
| 1939 | Sorority House                             | Merle Scott                |             |
| 1939 | Wyoming Outlaw                             | Irene Parker               |             |
| 1939 | Girl from Rio                              | Annette Templeton          |             |
| 1939 | Full Confession                            | Laura Mahoney              |             |
| 1939 | Three Sons                                 | Mamie Donaldson            |             |
| 1940 | Married and in Love                        | Mujer                      |             |
| 1940 | Millionaire Playboy                        | Eleanor                    |             |
| 1940 | Pop Always Pays                            | Edna Brewster              |             |
| 1940 | One Crowded Night                          | Ruth                       |             |
| 1940 | Men Against the Sky                        | Nurse                      |             |
| 1940 | Too Many Girls                             | Coed                       |             |
| 1941 | Matrimonio original                        | Lily                       |             |
| 1941 | No Greater Sin                             | Betty James - Betty Thorne |             |
| 1942 | This Gun for Hire                          | Annie                      |             |
| 1942 | Maisie Gets Her Man                        | Elsie                      |             |
| 1942 | The Omaha Trail                            | Julie Santley              |             |
| 1942 | Dr. Gillespie's New Assistant              | Jimmy James                |             |
| 1943 | Kid Dynamite                               | Ivy McGinnis               |             |
| 1943 | Slightly Dangerous                         | Mitzi                      |             |
| 1943 | Swing Shift Maisie                         | Billie                     |             |
| 1943 | The Unknown Guest                          | Julie                      |             |
| 1943 | Swing Fever                                | Lois                       |             |
| 1945 | Three's a Crowd                            | Diane Whipple              |             |
| 1945 | Why Girls Leave Home                       | Diana Leslie               |             |
| 1945 | Captain Tugboat Annie                      | Marion Graves              |             |
| 1946 | Live Wires                                 | Mary Mahoney               |             |
| 1946 | Partners in Time                           | Elizabeth Meadows          |             |
| 1946 | Mysterious Intruder                        | Elora Lund                 |             |
| 1946 | The Runaround                              | Coffee Shop Waitress       |             |
| 1946 | Chick Carter, Detective                    | Ellen Dale                 |             |
| 1946 | The Mysterious Mr. M                       | Shirley Clinton            |             |
| 1946 | Rolling Home                               | Pamela Crawford            |             |
| 1947 | The Sea Hound                              | Ann Whitney                |             |
| 1948 | Stage Struck                               | Janet Winters              |             |
| 1948 | Son of God's Country                       | Cathy Thornton             |             |
| 1948 | Highway 13                                 | Doris Lacy                 |             |
| 1949 | Ghost of Zorro                             | Rita White                 |             |
| 1949 | Sky Liner                                  | Carol, TWA Stewardess      |             |
| 1950 | Joe Palooka Meets Humphrey                 | Anne Howe Palooka          |             |
| 1950 | The Daltons' Women                         | Joan Talbot                |             |
| 1950 | Federal Man                                | Mrs. Judith Palmer         |             |
| 1950 | Gunfire                                    | Cynthy                     |             |
| 1950 | Border Rangers                             | Ellen Reed                 |             |
| 1951 | Danger Zone                                | Vicki Jason                | 2º episodio |
| 1952 | Waco                                       | Kathy Clark                |             |
| 1954 | Adventures of the Texas Kid: Border Ambush | Betty Johnson              |             |